# Новоивановское (Краснодарский край)
Новоивановское — село в Кущёвском районе Краснодарского края.
Входит в состав Кущёвского сельского поселения.

## География
Расположен на возвышенном берегу реки Кугой Ея приток реки Ея . 

### Улицы
- ул. Заводская,
- ул. Заречная,
- ул. Молодёжная,
- ул. Парковая,
- ул. Партизанская,
- ул. Садовая,
- ул. Светлая,
- ул. Степная.

## История
Ранее входило в состав  Области войска Донского .

## Население
| 2002 | 2010 |
| ---- | ---- |
| 552  | ↘501 |